# Чаадаев, Яков Петрович
Яков Петрович Чаадаев (23 ноября 1745 или 3 ноября 1745, Великий Устюг, Архангелогородская губерния — 20 апреля 1795 или 1 мая 1795, Хрипуново, Ардатовский район) — русский офицер, автор сатирической комедии «Дон Педро Прокодуранте», отец философа П. Я. Чаадаева.
Сын генерал-майора Петра Васильевича Чаадаева и Марии Ивановны (урождённой Толстой), брат И. П. Чаадаева.

## Биография
Родился 23 ноября 1745 в Устюге. Семья была достаточно состоятельной.
Зачислен в Семёновский лейб-гвардии полк (1756), произведён в прапорщики (1768). В чине поручика гвардии вышел в армию премьер-майором (26 декабря 1771) и состоял на службе при пехотных батальонах Санкт-Петербургского легиона. Вышел в отставку (5 августа 1773) с пожалованием чина подполковник армии.
Являлся одним из основателей Московского английского клуба (1772 ?), поставив одну из шести подписей под его правилами.
Анонимно издал (1794) сатирическую комедию «Дон Педро Прокодуранте, или Наказанный бездельник. С гишпанского на российский язык переведена в Нижнем Новгороде», высмеивающую мошенничества нижегородского чиновника Петра Ивановича Прокудина. Книга стала библиографической редкостью, так как её тираж почти полностью был уничтожен Прокудиным.
Умер 20 апреля 1795 в селе Хрипуново Ардатовского уезда Нижегородского наместничества.
Женат на княжне Наталии Михайловне Щербатовой (1766 — 08.03.1797), дочери историка князя М. М. Щербатова. Их сыновья Михаил (24.10.1792 — 1866) и философ Пётр (1794—1856).